# Ferdinand von Saar

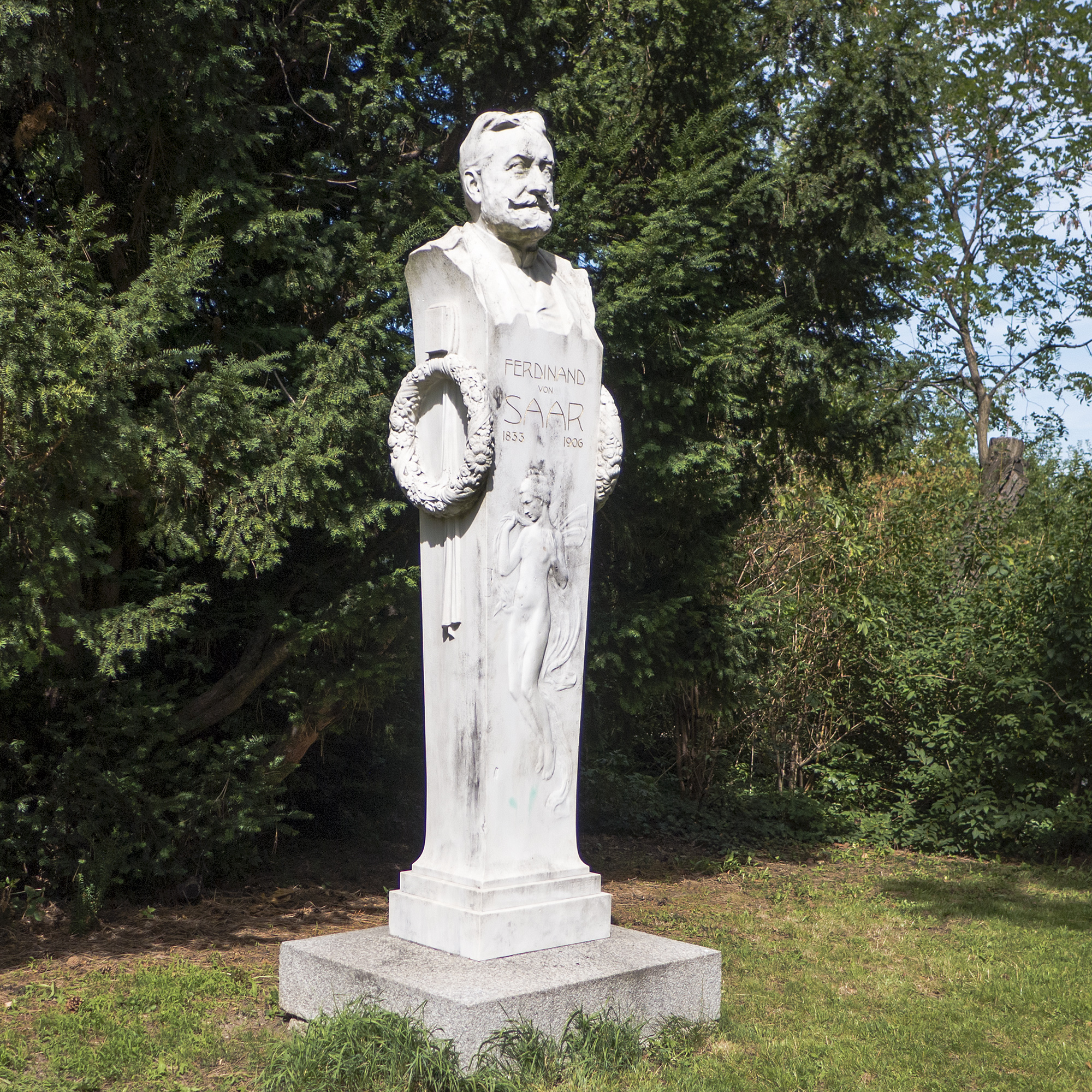
Pomnik w Wertheimsteinpark w Wiedniu

Ferdinand Ludwig Adam von Saar (ur. 30 września 1833 w Wiedniu, zm. 24 lipca 1906 w Döbling) – austriacki prozaik, dramaturg i poeta.
Obok Marie von Ebner-Eschenbach był jednym z najważniejszych niemieckojęzycznych pisarzy realistycznych końca XIX w. w Austrii.
Zmarł śmiercią samobójczą.

## Wybrana twórczość
- Innocens (1866)
- Marianne (1873)
- Die Geigerin (1874)
- Die Steinklopfer (1874)
- Der Exzellenzherr (1882)
- Leutnant Burda (1887)
- Die Troglodytin (1887)
- Schicksale (1889)
- Ginevra (1890)
- Schloss Kostenitz (1892)
- Herr Fridolin und sein Glück (1894)
- Doktor Trojan (1896)
- Der Sündenfall (1898)
- Die Brüder (1900)
- Der Brauer von Habrovan (1900)
- Die Heirat des Herrn Stäudl (1902)
- Außer Dienst (1902)
- Sappho (1904)
- Die Familie Worel (1905)
- Tragik des Lebens  (1906)
- Sämtliche Werke in zwölf Bänden (1908)

## Opracowania
- Barbara Wróblewska: Bedrohte Ordnungen und bedrohliche Ordnungen in den Novellen von Ferdinand von Saar, [w:] Colloquia Germanica Stetinensia 23, 2014, s. 11-32.